# Viktor Priess
Viktor Priess (* 21. Juli 1908 in Hamburg; † 23. November 1999 ebenda) war ein deutscher Kommunist, Komintern-Funktionär und GRU-Agent sowie Mitglied der Internationalen Brigaden im spanischen Bürgerkrieg.

## Leben
Priess erlernte den Beruf eines Maschinenbauers. Er war ab 1925 Mitglied der KPD und begann 1928 im militärpolitischen Bereich (M-Apparat) seiner Partei mitzuarbeiten. 1930/31 besuchte er einen Lehrgang an der Schule der Komintern in Moskau und wurde danach zu einem der Personenschützer des KPD-Vorsitzenden Ernst Thälmann. Zu seinen Aufgaben im M-Apparat gehörte es auch, die in Hamburg umgeschlagenen sowjetischen Waffenlieferungen nach China abzusichern. Da direkte Lieferungen für die Rote Armee in China nicht möglich waren, wurden die Waffen über den Hamburger Hafen verschifft und dort als Landwirtschaftsmaschinen deklariert. 
Weihnachten 1933 emigrierte Priess nach Oslo. Er war als Blinder Passagier mit einem norwegischen Postschiff gereist und zog sich dadurch schwere Erfrierungen an den Beinen zu. Bei einer der letzten Zusammenkünfte des M-Apparates beauftragte ihn Hans Kippenberger, in den KPD-Auslandsorganisationen das Umfeld von Walter Ulbricht zu beobachten. Dies und der Umstand, dass er für die Flucht aus Hamburg keinen offiziellen Parteiauftrag hatte, führte dazu, dass er in Kopenhagen aus der KPD ausgeschlossen wurde. 
Ende 1936 reiste er nach Spanien, um die Internationalen Brigaden zu unterstützen. Dort leitete er eine Partisanengruppe und Franz Dahlem sorgte dafür, dass er wieder in die KPD aufgenommen wurde. Nach der Niederlage der republikanischen Kräfte im spanischen Bürgerkrieg floh er 1939 nach Frankreich und wurde dort interniert. Später gelang es ihm, nach Algier zu entkommen und er wurde während der Kämpfe in Afrika Angehöriger der britischen Armee. 
Nachdem die deutschen Truppen vom nordafrikanischen Kriegsschauplatz vertrieben worden waren, fuhr er zusammen mit 30 anderen Spanienkämpfern in die Sowjetunion, wo er Mitarbeiter in einer Spezialeinheit des Militärnachrichtendienstes GRU wurde, bis er auf Drängen von Walter Ulbricht erneut aus der KPD ausgeschlossen und nach Sibirien deportiert wurde. 
Wegen der innerparteilichen Auseinandersetzungen und seiner Kontakte zu Kippenberger wurde er im März 1947 wegen antisowjetischer Tätigkeit zum Tod verurteilt. Wenige Wochen später schaffte die Sowjetunion die Todesstrafe ab und das Urteil wurde in 25 Jahre Arbeitslager umgewandelt. Erst mit den kriegsgefangenen Spätheimkehrern konnte er Workuta verlassen. Da seine Mutter in Hamburg lebte, fuhr er in seine Heimatstadt, wo er wieder in seinem alten Beruf arbeitete und sich nur noch in der IG Metall engagierte.
Das Urteil wurde 1956 aufgehoben, aber erst 1991 wurde Viktor Priess durch die Russische Föderation rehabilitiert.